# Jönköping Spartans
Jönköping Spartans är en idrottsförening i Jönköping som spelar amerikansk fotboll. Föreningen bildades  2013 av Erik Bengtsson, Filip Wessman och Erhan Tershani. Tershani var föreningens ordförande under åren 2013 till och med 2014.
Idag har föreningen drygt 160 aktiva medlemmar fördelade över 5 lag/sektioner; dam, herr, U15/U17, U13 och cheerleading. Just cheerleading bildades 2015 och man har idag tre lag på ca 70 tjejer och killar som är aktiva.

## Föreningens historia
Klubben grundades av Erhan Tershani, Erik Bengtsson och Filip Wessman.

### 2013
Jönköping Spartans grundades och börjar träna på sin dåvarande hemmaplan Rocksjövallen, belägen i närheten av köpcentret Asecs i centrala Jönköping.
Föreningen får ihop en del utrustning från nerlagda föreningar, så man kommer igång snabbt med sin verksamhet.

### 2014
Föreningen anmäler sitt första lag till seriespel. Man anmäler ett U19-lag som spelar i division U19 Södra.
Erhan Tershani tar emot två utmärkelser: Årets Ungdomsledare 2014 av Fritidsnämnden och Förenings- och utvecklingsavdelningen på Fritid Jönköping och priset som Årets Ledare 2014 av Svenska Amerikansk Fotbollförbundet.

### 2015
I början av året tar Tershani även emot utmärkelsen årets ledare av Jönköpings-Posten för sitt arbete under 2014.
Fredrik Bengtsson väljs in som ny ordförande.
U19-laget är fortsatt det enda föreningen har i seriespel. Utöver det har man också en U15-grupp som bara tränar ihop, samt ett 10-tal herrseniorer som spelar tillsammans med Skövde Dukes i Div1 Västra. 
Under året startar också föreningen upp en verksamhet för damer på initiativ av Hilda Bergström. Damlagets träningar leds av Fredrik Bengtsson.
En ny sektion, cheerleading väljs in i föreningen och påbörjar sin verksamhet. Cheerleading-sektionen växer snabbt sig stor och tar sikte på tävlan.

### 2016
Inför säsongen flyttar man all verksamhet från Rocksjövallen till Rosenlunds IP.
Jönköping Spartans har för första gången två lag i seriespel, U19 och damlag. Damlaget spelar sina matcher på våren 2016. Serien inleds 1 maj mot regerande svenska mästarinnorna Stockholm Mean Machines på Zinkensdamms IP i Stockholm. Damlagets debutsäsong slutar med 2 vinster och 4 förluster. Efter säsongen erhåller man två priser på SAFF MVP-bankett i Stockholm. huvudtränare Fredrik Bengtsson utses till Årets Coach i damligan och laget får priset Årets Fair Play Team.
I slutet av augusti tas Spartans-spelaren Elvira Elgland ut till landslaget. Hon är därmed den första spelaren från Jönköping Spartans att representera sitt land i amerikansk fotboll. Även huvudtränare Fredrik Bengtsson tas ut till svenska damlandslaget, som positionstränare för defensiva backar (DB).
Inför säsongen 2017 tar damlaget hjälp av den välmeriterade fystränaren Kristian Thalin. Thalin har tidigare jobbat med spelare i NFL och NHL genom hans arbete hos Mike Boyle. Kristian Thalins arbete med Spartans damlag sträcker sig från september 2016 till februari 2017.
U19-laget spelar sin sista säsong som lag då många av spelarna blir för gamla och kommer att gå upp i det nystartade herrlaget.
Herrlaget startas av de 10-tal herrseniorerna som tidigare spelade tillsammans med Skövde Dukes och spelarna från U19 som blir för gamla.
Tidigare runningbacken i U19-laget, Marcus Jonsson, lämnar klubben och skriver på för Superserielaget Stockholm Mean Machines för säsongen 2017.
Under året startar man även ett U13-lag med Hilda Bergström som ansvarig tränare. Laget startas efter ett lyckat sommarläger för barn mellan 9 och 13 år.

### 2017
Jönköping Spartans anmäler både herr- och damlag till seriespel.
Föreningen gör om i organisationen och tillsätter en styrelse bestående av personer helt utan operativt ansvar i föreningen. Man tillsätter istället en rad utskott som ska arbeta i de operativa projekten, amerikansk fotbollsutskottet, cheerleadingutskottet, evenemangsutskottet och marknadsutskottet. Tidigare ordförande Fredrik Bengtsson blir istället ansvarig för amerikansk fotbollsutskottet. 
Året blir positivt för föreningen, herrlaget avslutar grundserien 4-3 i matcher och kvalificerar sig därför till slutspel under sin första säsong i spel. Jönköping Spartans förlorar första slutspelsmatchen mot Karlskoga Wolves med 28-0. Damlaget har under säsongen problem med skador och har svårt att växla ut helt i matcherna. Man slutar på en 6:e plats med 2 vinster och 5 förluster. 
På ungdomssidan har man under året problem med att få igång lag. Istället samarbetar man med Skövde Dukes för att föreningens ungdomar i U13 och U15-lagen ska få speltid. 